# Coriophagus casui
Coriophagus casui är en insektsart som beskrevs av Cowley 1984. Coriophagus casui ingår i släktet Coriophagus och familjen kamvridvingar. Inga underarter finns listade i Catalogue of Life.